# Łukasz Nosek
Łukasz Nosek (ur. 29 czerwca 1975 w Tarnowie) – polsko-amerykański przedsiębiorca, współzałożyciel firmy PayPal. W 2023 roku został sklasyfikowany na 9. miejscu listy 100 najbogatszych Polaków tygodnika „Wprost” z majątkiem o wartości 6,1 mld zł.

## Życiorys
Łukasz Nosek urodził się w Tarnowie. Po wyemigrowaniu do Stanów Zjednoczonych uzyskał tytuł B.Sc. w dziedzinie inżynierii komputerowej na Uniwersytecie Illinois w Urbanie i Champaign.
Latem 1995 roku, jeszcze na studiach, wraz z innymi studentami z Uniwersytetu Illinois, Maxem Levchinem i Scottem Banisterem, założył swoją pierwszą firmę SponsorNet New Media, Inc. Następnie pracował dla firmy Netscape Communications, która zajmowała się rozwojem przeglądarki internetowej. W 1998 roku wraz z Maxem Levchinem, Peterem Thielem, Elonem Muskiem i Kenem Howerym Nosek założył firmę PayPal, pełniąc funkcję wiceprezesa ds. marketingu i strategii.
W swojej pierwszej rozmowie z Thielem powiedział mu, że zarejestrował się w celu zawieszenia krionicznego, innymi słowy, że po śmierci jego ciało zostanie poddane zamrożeniu w nadziei, że w przyszłości uda się go skutecznie wskrzesić dzięki pomocy technologii medycznej.
Po tym, jak PayPal wszedł na giełdę i został sprzedany eBay za 1,5 miliarda dolarów w 2002 roku, Nosek opuścił firmę, aby podróżować i został aniołem biznesu. W 2005 roku wraz z Thielem i Howerym założył Founders Fund.
W lipcu 2017 roku Nosek opuścił Founders Fund, aby uruchomić Gigafund, fundusz inwestycyjny skupiający się na eksploracji kosmosu.
Nosek był pierwszym inwestorem instytucjonalnym w SpaceX Elona Muska i zasiada w zarządzie firmy. Zasiada także w zarządzie serwisu ResearchGate.